# Colt Paterson
Кольт Патерсон (англ. Colt Paterson) — перший в історії працездатний револьвер з капсульним займанням, запатентований Семюелем Кольтом 25 лютого 1836 року. Револьвер отримав назву по імені міста, де була розгорнута мануфактура Кольта, але незабаром отримав прізвисько «Техас» за свою популярність серед жителів цієї республіки. Компанія, що називалася в той час патент Arms Manufacturing Company, крім револьверів випускала також гвинтівки і гладкоствольні рушниці — всі з барабанами.
Виробництво тривало до 1842 року, коли завод був закритий у зв'язку з низьким рівнем попиту на свою продукцію і іншими проблемами.

## Історія створення та виробництва
За поширеною легендою, на ідею револьвера Кольта наштовхнуло спостереження стернового механізму брига «Корво», на якому в 1830—му році молодий винахідник здійснював морську подорож з Бостона в Колкату (і пристрій якого Кольт нібито переніс в конструкцію своєї зброї). За іншою версією, під час стоянки «Корво» в Ліверпулі Кольт, який відвідав з екскурсією Лондонський Тауер, ознайомився з кременевими револьверами Дафта і Кольєра (обидва мали поворотний механізм, який не вимагав ручного провертання барабана). Як би там не було, на борту «Корво» Кольт виготовив дерев'яну модель револьвера (яка збереглася і в даний час експонується у Водсворт-Атенеум, Гартфорд, штат Коннектикут), а трохи пізніше, на початку 1830-х, розробив концепцію нової зброї і впритул зайнявся проектуванням працездатних зразків.
Організована Кольтом у Патерсоні, штат Нью-Джерсі, фірма Patent Arms Manufacturing Company між 1836 і 1842 роками випустила 1450 револьверних гвинтівок і карабінів, 462 револьверних дробовика і 2350 револьверів-пістолетів. Кредитор і бізнес-партнер Кольта, Джон Елерс випустив і продав до 1847 року ще приблизно 500 револьверів.
Револьвери «Патерсон» розділилися на три базових типи: кишенькові, поясні і кобурні. Кожен базовий тип випускався в різних калібрах (крім кобурного: всі вони мали .36 калібр) і з різною довжиною ствола, також відрізнялися загальні розміри.
- кишенькові (англ. pocket model). Калібри .28, .31, .34, довжина ствола 2,5, 3, 3,5, 4, 4,5, 4,75 дюйма.
- поясні (англ. belt model). Калібри .31, .34. Довжина ствола 4 або 6 дюймів, деякі мали додатковий ствол довжиною 12 дюймів, який можна було встановити замість стандартного.
- кобурні (англ. holster model). Калібр .36, довжина ствола 4, 4,5, 5, 5,5, 6, 7,5, 9 або 12 дюймів, частіше за все 7,5 або 9[3].

Найбільш характерним «Патерсоном» треба визнати «кобурну модель номер 5» (англ. Number 5 Holster), відому також, як «Техаський Патерсон» (англ. Texas Paterson) і вироблену у кількості 1000 одиниць (що складає більше третини випущених «Патерсонів»).

## Конструкція
|  | Складові частини Кольта «Патерсон»: Action cover — захисна кришка Arbor — вісь Bolt — шворінь Bolt spring — шкворна пружина Breach — казенник Breach Screw — ударно-спусковий механізм у зборі Cylinder — барабан Frame — рамка Hammer — курок Hand — важіль Hand spring — пружина важеля Main spring — головна пружина Sear — шептало Trigger — спусковий гачок Trigger spring — пружина спускового гачка Wedge — фіксатор ствола Врізка: положення пружин у корпусі зібраного револьвера |

Револьвер мав ударно-спусковий механізм одинарної дії, тобто перед кожним пострілом стрільцю потрібно звести курок і тільки потім натискати на спусковий гачок для здійснення пострілу. Спусковий гачок був втоплений в корпусі і висувався одночасно з зведенням курка. Спускова скоба була відсутня. Мінімальні допуски, велика кількість дрібних деталей і пружин робили конструкцію більш схожою на годинниковий механізм, ніж на зброю призначену для польової служби. Деталі різних револьверів були не взаємозамінні.

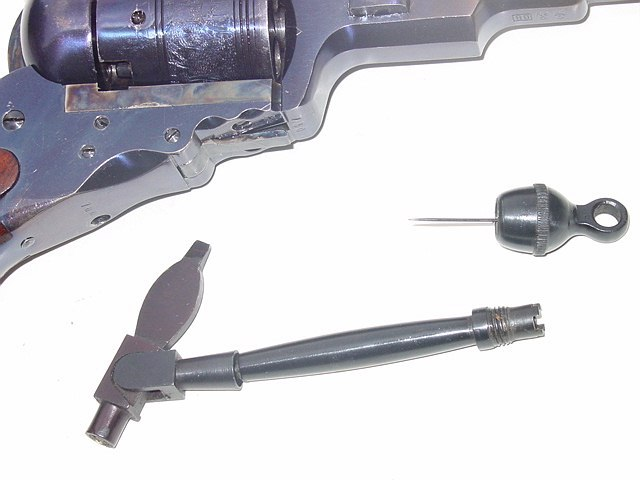
Комбінований інструмент для «Паттерсона»: важіль-шомпол, ключ для зняття брандтрубок, голка для прочищення брандрубок від порохового нагару, викрутка.

Револьвери раннього випуску (1836-1838) було необхідно частково розібрати для перезарядки. Порядок дій був такий:
1. Поставити курок на запобіжний звід, щоб звільнити барабан.
2. Віджати фіксатор ствола справа наліво до упору.
3. Зняти ствол і барабан з центральної осі.
4. Зарядити камори барабана порохом, залишивши місце для куль.
5. За допомогою шомпола вбити в камори свинцеві кулі
6. [4].
7. Повернути барабан і ствол на місце, закріпити останній фіксатором.
8. Поставивши курок на запобіжний звід і використовуючи розроблений Кольтом інструмент, встановити капсулі на брандтрубки.

До револьверів додавався запасний барабан, який можна було заздалегідь заряджати і використовувати для більш швидкої перезарядки, хоча це і могло призвести до випадкових пострілів при завданні досить сильного удару по капсулях. Таку ж небезпеку становило носіння револьвера з курком на запобіжному зводі або лежачим на капсулі. Безпечніше було залишати одну (верхню) камору не зарядженою або ж повертати барабан так, щоб курок лежав на ділянці між двома каморами, не контактуючи з капсулями. Пізніше на револьверах Кольта з'явиться вдосконалений курок, що не контактує з капсулями, будучи незведеним.
З 1839 року на «Патерсонах» з'явився спеціальний відкидний важіль-шомпол і вікно, які дозволяли зарядити зброю без розбирання. Коли в 1842 році нова конструкція дісталася до Техасу, капітан техаських рейнджерів Джон Кофі Хейс був дуже радий тому, що його бійці тепер можуть перезарядити зброю, не злазячи з коня.

## Експлуатація і характеристики

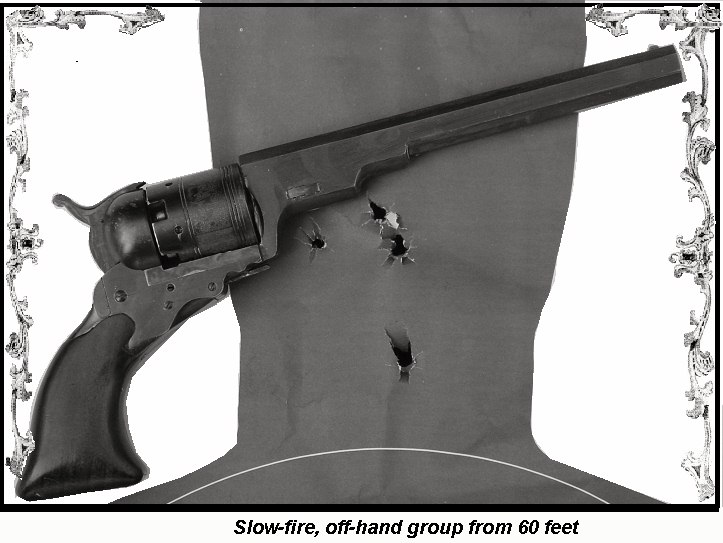
Група влучань на дистанції 18 м.

Для здійснення пострілу стрільцю необхідно було спочатку звести курок, при цьому барабан провертався, підводячи чергову камору до ствола і фіксуючи її в цій позиції. Одночасно з цим з корпусу висувався складаний спусковий гачок.
Досить довгий нарізний ствол забезпечував непогану точність стрільби. Пробні стрільби на дистанції 18 м з точної репліки «Патерсона» виробництва італійської фірми «Уберті» дозволили укласти групу пострілів в межах 5,1-7,6 см (зброя утримувалося однією рукою).
Поясна модель номер 5 (англ. Number 5 Belt Revolver) показувала хорошу точність на дистанціях стендової стрільби до 46 м, проте при стрільбі з коня дистанція ефективного вогню становила лише кілька метрів.

## Військове використання
Армія Сполучених Штатів придбала у Кольта деяку кількість довго- і коротко-ствольної зброї, яка обмежено використовувалася у Другій Семінольской війні у Флориді, але в цілому зброя оцінювалася як досить крихка і ненадійна. Республіка Техас придбала 180 револьверних гвинтівок і дробовиків, і деяку кількість револьверів для свого флоту. Також револьвери були популярні серед техаських рейнджерів, даючи їм істотну перевагу у вогневій потужності перед їх противниками команчами (що, зокрема продемонструвала битва при перевалі Бандера). Капітани рейнджерів Джек Хейс і Семюель Вокер стали палкими прихильниками нової зброї, що пізніше принесло свої плоди у вигляді військових замовлень на Кольт Вокер і інші моделі.

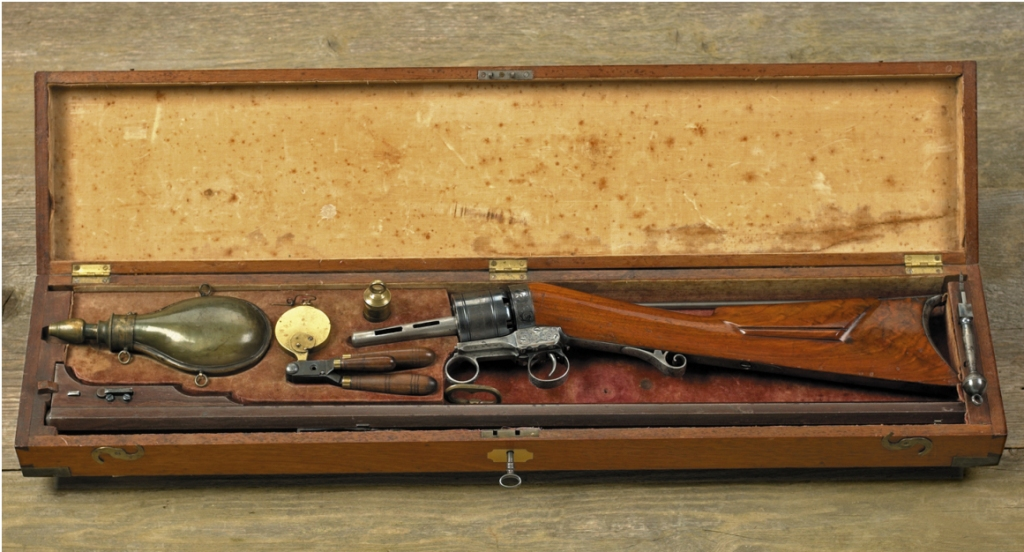
Друга модель 1838 Colt Paterson
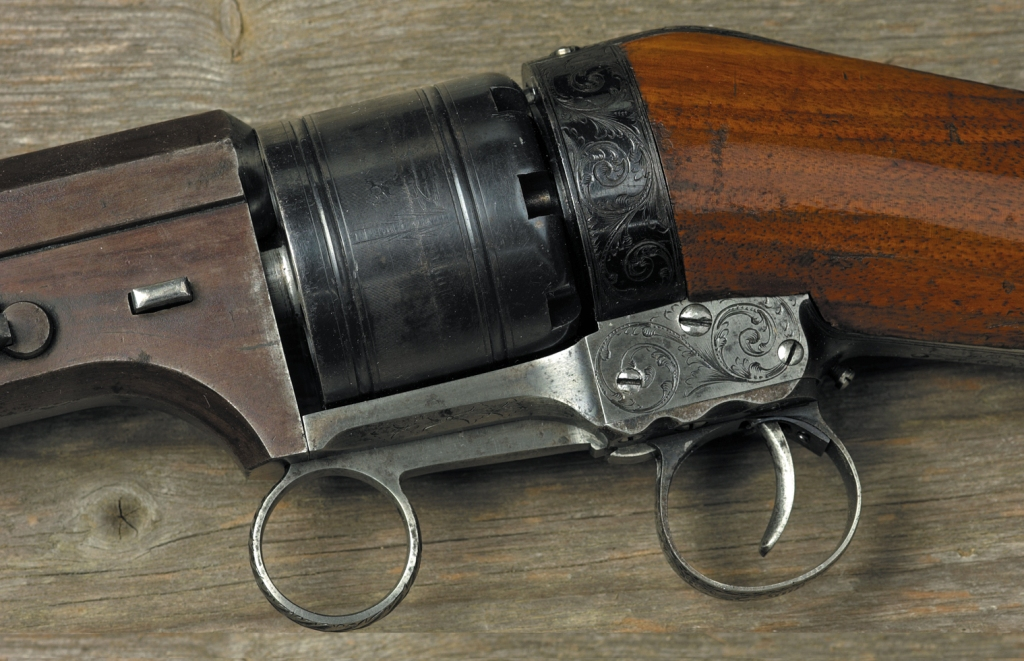
Кільцевий важіль гвинтівки Colt Paterson 1838
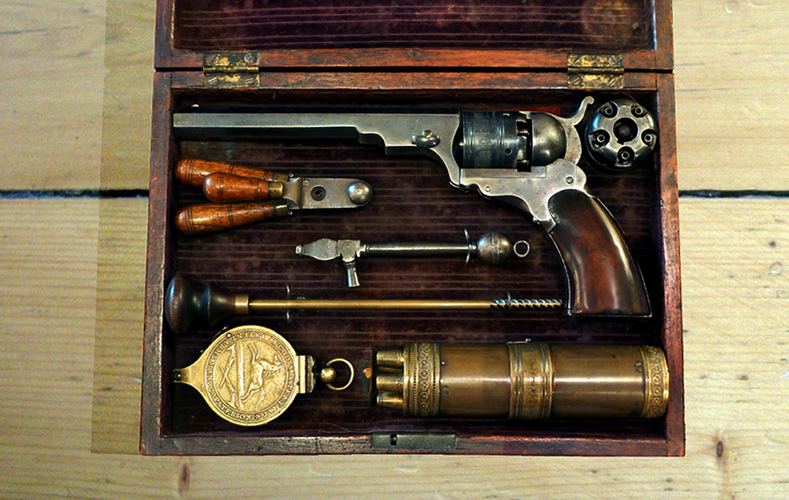
Друга поясна модель Colt Paterson
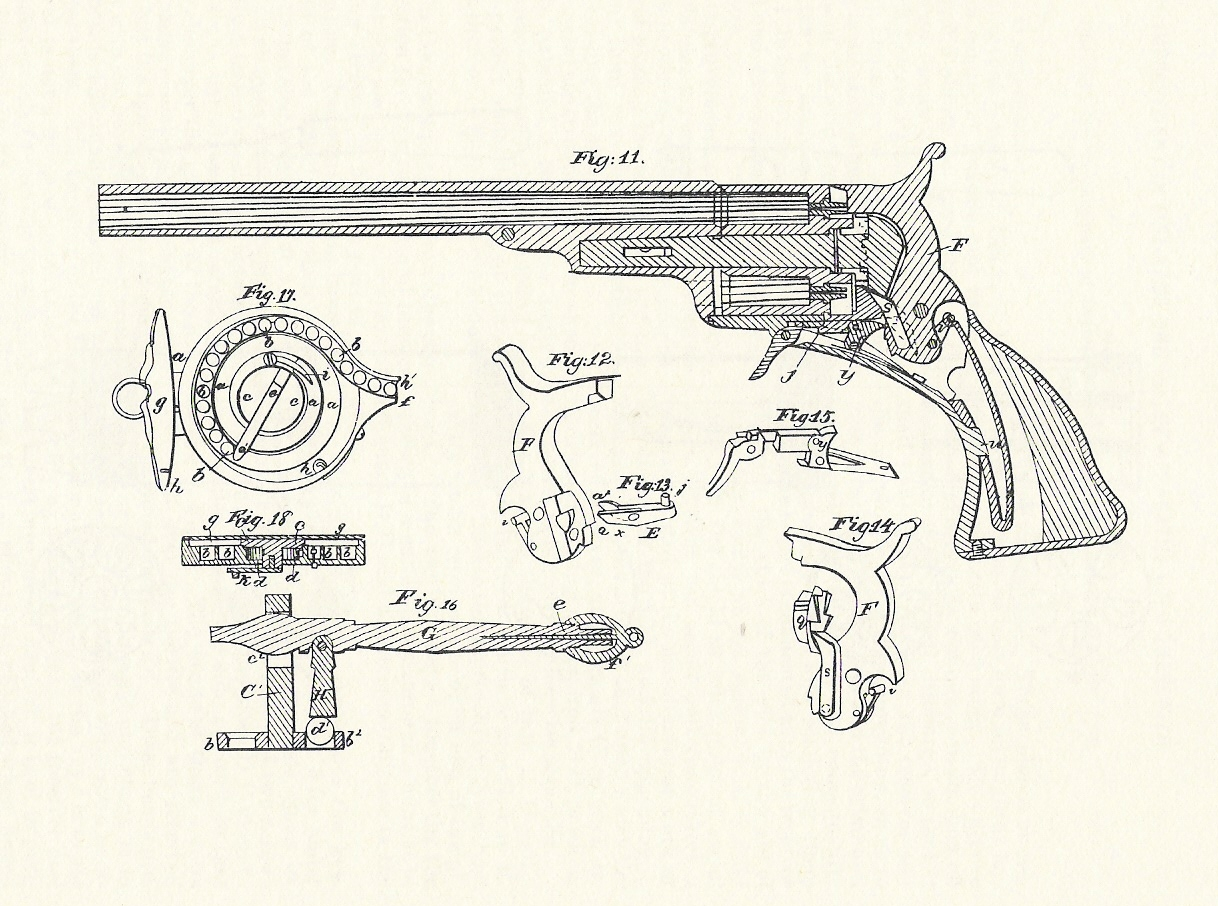
Ілюстрація до патенту на Colt Paterson "Holster Model"
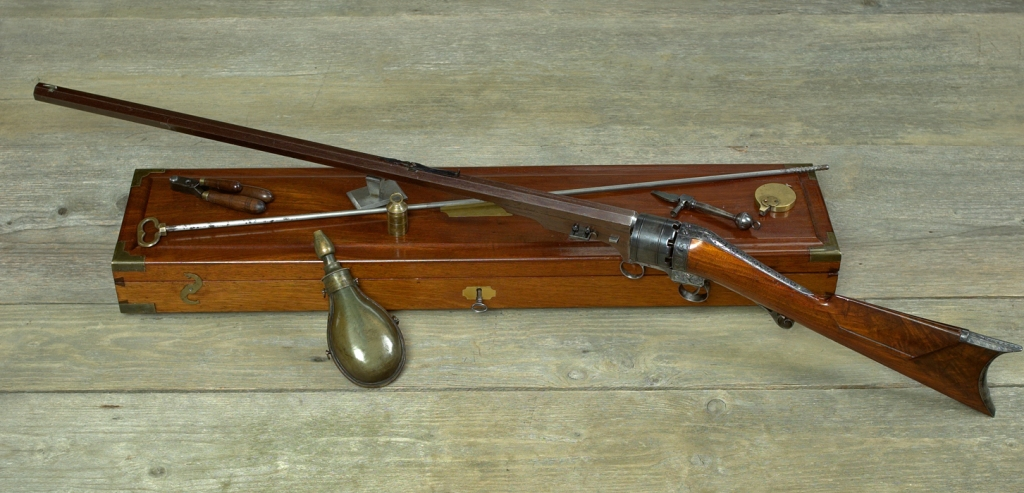
Гвинтівка Colt Paterson 1838